# Morne du Vitet
Morne du Vitet – najwyższy szczyt na wyspie Saint-Barthélemy będącej terytorium zamorskim Francji.